# Mary A. Miller
Mary A. Miller (nascida Davis; Condado de Allegheny, 18 de setembro de 1837 – 23 de setembro de 1925) foi uma editora de jornal e produtora editorial americana de periódicos missionários. Ela também foi a autora de History of the Woman's Foreign Missionary Society of the Methodist Protestant Church, 1896. O nome de Miller apareceu como editora missionária do departamento da mulher no Methodist Recorder, publicado em Pittsburgh, e desde 1885, como editora e produtora editorial no Woman's Missionary Record, órgão da Woman's Foreign Missionary Society of the Methodist Protestant Church (abreviado do inglês: WFMS), organizado em 1879. Ela foi a primeira editora do Woman's Missionary Record, trabalhando nessa função por dez anos. Miller atuou como secretária correspondente da sociedade por seis anos, representou o cargo em várias conferências anuais da igreja, em duas conferências gerais e, em 1888, foi delegada da Conferência Missionária Mundial em Londres, na Inglaterra. Miller morreu em 1925.

## Primeiros anos e educação
Mary A. Davis nasceu em Allegheny, na Pensilvânia, em 18 de setembro de 1837. Ela era a segunda filha de David Davis.
Até os dezessete anos de idade, ela estudou nas escolas de sua cidade natal, sendo seu ensino superior concluído no Allegheny College for Young Ladies, na mesma cidade.

## Carreira
Escolhendo a profissão de professora, deu aulas por cinco anos, até se casar com William Miller, de Allegheny. A sua primeira obra literária pública foi feita em 1858, sendo poemas e contos, estes últimos com mais ou menos intervalo, sob pseudónimo, até 1874, altura em que a morte do marido e os cuidados empresariais provocaram consequentemente uma interrupção. Sua timidez natural, em seus primeiros esforços, fez com que ela mudasse frequentemente de pseudônimo, de modo que, muitas vezes, acontecia na casa que suas histórias eram lidas sem suspeita da presença do autor. Seu primeiro trabalho literário sobre seu próprio nome foi em 1878, sendo uma série de cartas descritivas de uma viagem ao oeste de Pittsburgh, Pensilvânia, a Montana por trem e palco, de Montana a Utah, e de Utah ao Novo México.
Miller foi um membro fundador da WFMS da Igreja Metodista Protestante, tendo sido nomeada para assinar sua Carta, ao lado com a Sra. John Scott, Sra. Susan E. Anderson, Sra. JH Claney e a Sra. James I. Bennett. Durante a Segunda Reunião Anual da WFMS, realizada em Pittsburgh, em 1881, Miller foi eleita editora do "Methodist Recorder", lugar que ocupou até o início do órgão oficial da Sociedade, quando se tornou sua editora. Esse órgão, Woman's Missionary Record, era mensal, ao preço de 50 dólares por ano.
Durante a Terceira Reunião Anual, realizada em Cambridge, Ohio, 1882, Miller declarou que, na sua opinião, "o desejo da Sociedade de ser independente da Junta de Missões era que ela pudesse levar seu trabalho para o exterior com mais rapidez do que a política de o Conselho parecia favorecer." Na Quinta Reunião Anual, realizada em Springfield, Ohio, no ano de 1884, Miller foi uma das três mulheres escolhidas para representar a Sociedade na Conferência Geral. Na Oitava Reunião Anual, realizada em Ohio, Illinois, 1887, Miller e a Sra. JE Palmer foram eleitas para representar o WFMS na próxima sessão da Conferência Geral. Na Nona Reunião Anual, realizada em Washington, DC, 1888, foi anunciado que a Sociedade havia sido representada por Miller na primeira Conferência Ecumênica de Missões Estrangeiras da Convenção Missionária Mundial, que se reuniu em Exeter Hall Londres com Miller arcando com suas próprias despesas que ela pode estar presente nesta reunião e assim ganhar nova inspiração e, da mesma forma, colocar o trabalho da Sociedade junto com organizações mais veteranas.
A décima sexta sessão anual foi realizada em 1895 na Lafayette Ave. Igreja Metodista Protestante, em Baltimore, Maryland, na qual Miller, editora do "Missionary Record", apresentou sua demissão quando estava deixando Pittsburgh para morar em Kansas City, Kansas. Ela escreveu a história da WFMS em 1896, tendo compilado a história dos primeiros dezesseis anos da organização.
Em 1907, ela acompanhou Marietta Louise Gibson Stephens e Julia Hickey ao Japão para visitar as estações missionárias daquele país.

## Morte
Mary A. Davis Miller morreu em 23 de setembro de 1925 e foi enterrada no cemitério Forest Hill, em Dunmore, na Pensilvânia.

## Obra publicada
- History of the Woman's Foreign Missionary Society of the Methodist Protestant Church, 1896